# سکوت درون
نیرودا (انگلیسی: Nirodha)، خاموشی، دستیابی به سکوت درون و رهایی از رنج احساسات ذهنی است.

## حقیقتِ رهاییِ از رنج
انسان باید از این رنج خلاصی یابد و تنها راه آن هنگامی است که فرد بتواند مهار عواطف و امیال خود را به‌طور کامل در دست گیرد و به تدبر دائم دربارهٔ حقیقت بپردازد.
در این حالت انسان آتش همه شهوات را در خود خاموش کرده و قصدی دربارهٔ آنها ندارد، در نتیجه از رنج و پریشانی نجات می‌یابد

## ذهن معطوف به حال
تمام انسانها، بارقه‌هایی از روشنایی را تجربه کرده‌اند. لحظات کاملاً مستقلی وجود دارند که در آنها ذهن اسیر خاطرات گذشته یا رؤیاهای آینده نیست و کاملاً معطوف به زمان حال است، چنین لحظاتی در هر زمان ممکن است اتفاق بیافتد. این بارقه‌های بودن در زمان حال درخشان هستند و با ذهن معمولی و کشمکش‌هایش در تضادند. پایان رنج روشنایی است: نیروانا.
تمام تعالیم بودا وسیله ای است برای تجربه کردن روشنایی نه به عنوان تمرین نظری بلکه چونان تجربه ای مستقیم. روشنایی، احساس کامل آزادی است که با رهایی مفهوم فردی خود به وجود می‌آید.

## سکوت درون
با سکوت درون، کنش‌های جسمی، لفظی و روانی معلق و متوقف شده، و حیات معرفت خاموش ادراک خواهد شد.